# Félix de Bizâncio
Félix (em grego:  Φήλιξ) foi bispo de Bizâncio por cinco anos, entre 136 e 141 d.C., logo após Eleutério. Durante seu episcopado, reinaram em Roma os imperadores Adriano e Antonino Pio.